# Levon VI
Levon VI Lousinian, född 1342, död 29 november 1393, kung av huset Lusignan i det armeniska Kilikien, även kallat Nya Armenien, mellan 1373 och 1375. Han dog i Frankrike 1393 där han ligger begravd i klosterkyrkan Saint-Denis (franska: Basilique de Saint-Denis) i Paris.

## Historia
Levon VI var son till John av Lusignan och hans fru (eller förmodligen älskarinna) Soldane. För att radera alla anspråk på tronen, hade Constantine V beordrat mordet på Levon och hans bror Bemon, men de flydde till Cypern innan mordet kunde utföras.
Levon kom till makten då hans avlägsna kusin, Constantin VI, dog. Levon och hans fru, Margareta av Soissons, kröntes i Sis den 4 september 1374. Hans rätt till tronen utmanades av Ashot och Levon togs 1375 fånge av mamlukerna. Han satt sedan fånge i Egypten i många år innan han frigavs mot en lösesumma. Han återfick aldrig sin tron och dog i Paris år 1393. Han hade en legitim dotter, Marie de Lusignan (som dog före sin far) och två utomäktenskapliga söner, Guy och Stephan.
Efter Levon ockuperades Kilikien av Egyptens sultan, Melik el Ashraf, och turkiska styrkor tillhörande emirerna Dauodbach och Boubakir. 
Egyptens sultan hade beslutat att till varje pris förinta denna sista asiatiska kristna stat, d.v.s. Nya Armenien, som skull kunna användas som ett fotfäste för västs framtida offensiva planer. Det enda sättet han kunde tänka sig att tillåta Kilikien att finnas kvar var om dess kung och folk konverterade till islam.